# The Boy Who Could Fly
The Boy Who Could Fly is een Amerikaanse fantasy dramafilm uit 1986 onder regie van Nick Castle, die ook het scenario schreef. De hoofdrollen worden vertolkt door Jay Underwood, Lucy Deakins, Bonnie Bedelia, Fred Savage, Fred Gwynne en Colleen Dewhurst. De film won in 1987 een Saturn Award voor "Beste fantasyfilm".

## Verhaal
De 14-jarige Amelia "Milly" Michaelson is pas verhuisd samen met haar moeder en broertje Louis na de dood van haar vader. Ze raakt bevriend met haar autistische buurjongen Eric, die bij zijn oom Hugo woont nadat zijn beide ouders zijn omgekomen bij een vliegtuigcrash. Milly en Eric beleven samen magische avonturen die hen helpen bij het verwerken van hun verlies.

## Rolverdeling
| Acteur            | Personage                 |
| ----------------- | ------------------------- |
| Lucy Deakins      | Amelia "Milly" Michaelson |
| Jay Underwood     | Eric Gibb                 |
| Bonnie Bedelia    | Charlene Michaelson       |
| Fred Savage       | Louis Michaelson          |
| Colleen Dewhurst  | Mevr. Carolyn Sherman     |
| Fred Gwynne       | oom Hugo Gibb             |
| Janet MacLachlan  | Mevr. D'Gregario          |
| Mindy Cohn        | Geneva Goodman            |
| Jennifer Michas   | Mona                      |
| Michelle Bardeaux | Erin                      |
| Aura Pithart      | Colette                   |
| Jason Priestley   | Gary                      |
| Cam Bancroft      | Joe                       |
| Chris Arnold      | Sonny                     |
| Dwight Koss       | Donald Michaelson         |
| Louise Fletcher   | Dr. Granada               |
| Jake              | Max de hond               |